# Gabriel Guarda
Fernando Julio Guarda Geywitz, O.S.B. (Valdivia, 19 de enero de 1928-Santiago, 23 de octubre de 2020), conocido como Gabriel Guarda, fue un religioso benedictino, historiador, genealogista, restaurador y arquitecto chileno. Fue autor de una prolífica obra escrita centrada en la historia de la zona sur-austral de Chile, la historia urbana y la genealogía, que le valieron ser galardonado con el Premio Nacional de Historia en 1984.

## Biografía
Hijo de Leopoldo Guarda de la Guarda y Graciela Geywitz Carrasco, cursó la enseñanza secundaria en el Internado Nacional Barros Arana y luego ingresó en la escuela de arquitectura en la Pontificia Universidad Católica, pero pronto surgió en él una vocación religiosa, que le hizo entrar a la orden de los benedictinos, de la que llegó a ser abad emérito. En la orden cambió su nombre civil, Fernando, por el de Gabriel. La vida religiosa no le hizo abandonar su amor por la arquitectura, si bien jamás la ejerció profesionalmente. No obstante, es autor de la Iglesia de la abadía de la Santísima Trinidad de Las Condes, en Santiago, declarada Monumento Nacional. 
Se dedicó a la docencia en su alma máter a partir de los años 1970; enseñó en las facultades de Teología, de Derecho y de Arquitectura, además de impartir cátedra en la Universidad Austral de Chile, la Universidad de Sevilla, entre otras. Fue miembro de número de la Academia Chilena de Historia y desde el 2000 presidió la Comisión de Bienes Culturales de la Iglesia católica en Chile. En vida alcanzó a realizar más de 300 publicaciones entre artículos y libros; muchos de ellos orientados a la historia, a la genealogía y a la arquitectura. Guarda se ha especializó en el período de la dominación española, por considerar que allí están las bases de lo que fue el país, incluida la arquitectura y el urbanismo.
Gabriel Guarda falleció a los 92 años de edad en el Monasterio Benedictino de la Santísima Trinidad de Las Condes, durante la noche del 23 de octubre de 2020 mientras dormía.

## Legado
Fue uno de los impulsores de la nueva catedral de Valdivia y de la construcción de un museo eclesiástico dentro de ella.  
Estuvo involucrado con varios museos de la ciudad ,incluyendo los de la Dirección Museológica de la UACh, el Museo de Sitio Castillo de Niebla, y su trabajo de conservación hace posible que la Casa Lüers sea guardada para luego convertirse en el MUT.
En 2019, coopera con el obispado para crear la Fundación Padre Guarda para continuar su trabajo, que hoy se encarga del museo de la catedral. 

## Premios y reconocimientos
- Premio del Concurso Nacional auspiciado por la Municipalidad de Valdivia con motivo del IV centenario de la fundación de la ciudad por Historia de Valdivia, 1953
- En 1970 es nombrado Hijo Ilustre de la ciudad de Valdivia por el alcalde José Huaquin Dipp[9]
- Premio Nacional de Historia 1984
- Premio América de Arquitectura 1991 (otorgado por los Seminarios de Arquitectura Latinoamericana)
- Premio Bicentenario 2003 por su contribución a la toma de conciencia social con respecto al valor del patrimonio cultural, la preservación para las generaciones futuras de testimonios tangibles de la historia urbana y arquitectónica y la comprensión y difusión de la historia nacional (otorgado por la Corporación del Patrimonio Cultural junto a la Universidad de Chile y la Comisión Bicentenario
- Premio Conservación de Monumentos Nacionales 2004 (otorgado por el Consejo de Monumentos Nacionales de Chile)
- Comendador de la Orden de Isabel la Católica ( España, 2012).

## Obras
- Historia de Valdivia 1552-1952, Imprenta CultuMemoria Chilenara, Santiago, 1953. (descargable desde )
- Un río y una ciudad de plata. Itinerario histórico de Valdivia, Editorial Universidad Austral de Chile, Valdivia, 1965.
- La ciudad chilena del siglo XVIII, Centro editor de Amárica Latina, Buenos Aires, 1968. (descargable desde Memoria Chilena)
- La toma de Valdivia, Zig-Zag, Santiago, 1970. (descargable desde Memoria Chilena)
- La economía de Chile austral antes de la colonización alemana (1645 - 1850), Universidad Austral de Chile, Valdivia, 1973. (descargable desde Memoria Chilena)
- Los laicos en la cristianización de América, Ediciones Nueva Universidad, Santiago, 1973.
- La implantación del monacato en Hispanoamérica siglos XV-XIX, Anales de la Facultad de Teología XXIV, Santiago, 1973.
- La cultura en Chile austral antes de la colonización alemana, 1645-1850, Universidad Técnica del Estado, Santiago, 1976.
- Historia urbana del Reino de Chile, Editorial Andrés Bello, Santiago, 1978.
- La sociedad en Chile austral antes de la colonización alemana 1645-1845, Andrés Bello, Santiago, 1979.
- Conjuntos urbanos históricos arquitectónicos. Valdivia, s. XVIII-XIX, Nueva Universidad, Santiago, 1980. (descargable desde Memoria Chilena)
- Provincia de Osorno. Arquitectura en madera 1850-1928, Ediciones Universidad Católica de Chile, Santiago, 1981.
- Cartografía de la colonización alemana 1846-1872, Ediciones Universidad Católica de Chile, Santiago, 1982.
- Iglesias de madera. Cautín-Llanquihue, 1850-1919, Ediciones Universidad Católica de Chile, Santiago, 1983.
- Centros de evangelización en Chile, 1541-1826. Anales de la Facultad de Teología, Universidad Católica de Chile, Santiago, 1986.
- Capillas del valle de Elqui, Ediciones Universidad Católica de Chile, Santiago, 1986.
- Colchagua. Arquitectura tradicional. Ediciones Universidad Católica de Chile, Santiago, 1988.
- Flandes indiano. Las fortificaciones del Reino de Chile 1541-1826, Ediciones Universidad Católica de Chile, Santiago, 1990.
- Una ciudad chilena del siglo XVI. Valdivia 1552-1604. Urbanística. Res pública. Economía. Sociedad, Ediciones Universidad Católica de Chile, Santiago, 1994.
- Los Colmeneros de Andrade: contribución a la historia social de Chiloé, Ediciones Universidad Católica de Chile, Santiago, 1995.
- La tradición de la madera. Ediciones Universidad Católica de Chile, Santiago, 1995.
- El arquitecto de La Moneda Joaquín Toesca. Una imagen del imperio español en América, Ediciones Universidad Católica de Chile, Santiago, 1997.
- Historia de la iglesia en Valdivia. Salesianos S.A., Santiago, 2000.
- Nueva historia de Valdivia, Ediciones Universidad Católica de Chile, Santiago, 2001.
- Los encomenderos de Chiloé, Ediciones Universidad Católica de Chile, Santiago, 2002.
- Monumenta cartographica chiloensia: misión, territorio y defensa 1596-1826; con Rodrigo Moreno Jeria, 2008.
- Cuatro siglos de evolución urbana. Valdivia 1552 - 1910, Instituto de Arquitectura y Urbanismo, Universidad Austral de Chile, 2009.
- Monumenta cartographica valdiviensae: territorio y defensa 1551-1820, con Rodrigo Moreno Jeria, 2010.
- La Edad Media de Chile. Historia de la Iglesia: Desde la fundación de Santiago a la incorporación de Chiloé 1541-1826, Ediciones Universidad Católica de Chile, Santiago, 2011.